# Club der roten Bänder – Wie alles begann
Club der roten Bänder – Wie alles begann ist ein deutscher Spielfilm des Regisseurs Felix Binder aus dem Jahr 2019. Der Film erzählt die Vorgeschichte der Dramedy-Serie Club der roten Bänder. Der Film lief am 14. Februar 2019 in den deutschen Kinos an.

## Handlung
Die Teenager Leo, Jonas, Emma, Alex, Hugo und Toni leben ein scheinbar normales Leben. Leo jedoch muss plötzlich ins Krankenhaus. Dort erhält er die Diagnose, einen gefährlichen Tumor im Bein zu haben. Das Bein muss amputiert werden, womit für den jungen Fußballer eine Welt zusammenbricht. Doch bald lernt er im Albertus-Klinikum in Köln andere Jugendliche kennen. Zusammen gründen sie den „Club der roten Bänder“.

## Produktion
Club der roten Bänder – Wie alles begann ist eine Produktion von Bantry Bay Productions und erschien im Verleih von Universum Film. Die Produktion wurde unter anderem von der Film- und Medienstiftung NRW mit einer Million Euro finanziert. Gedreht wurde im Sommer 2018 in Köln und Umgebung.

## Rezeption

### Rezensionen
Elmar Krekeler, Feuilleton-Redakteur der Welt, schrieb in seiner Rezension, der Film funktioniere als „zweistündige Exposition“  ganz gut, „weil sich ein paar Sachen klären, nach denen man die Serie nicht befragen konnte oder wollte“ und hob die Rolle Jürgen Vogels positiv heraus. Jedoch stimme sonst nicht viel an der Geschichte, was vor allem daran liege, „dass hier gleich sechs Vorgeschichten erzählt werden wollen“, der Film sich aber vor allem auf die Rolle des Leos konzentriere, womit von den anderen „kaum mehr als Schraffuren übrig sind“. Zudem sei „Psychologie mithin ziemlich einfältig“ und der Film werde gegen Ende hektisch.
Laura Krüger zog im Musikexpress das Fazit, der Club der roten Bänder – Wie alles begann sei „berührend und humorvoll“, eine „emotionale Verfilmung mit kleinen Schwächen“. Der Film sei eine gute Ergänzung zur Serie. Dagegen bemängelte sie, dass von den bekannten Serienprotagonisten nur Leo näher beleuchtet werden und befand Autismus als zu klischiert dargestellt.

### Besucher und Einspielergebnis
Club der roten Bänder – Wie alles begann spielte 3.639.136 Euro ein und brachte über 400.000 Zuschauer in die Kinos.

### Auszeichnung
- Adelaide International Youth Film Festival – Adult Feature Film Awards
  - 2019: Auszeichnung in der Kategorie Made for ages 16+[6]
- Jupiter-Award
  - 2020: Auszeichnung für Luise Befort in der Kategorie Beste Darstellerin National[7]